# Jacques Madeleine
Ne doit pas être confondu avec Jacques Normand (écrivain).
Jacques Normand, nom de baptême Jules Jean Jacques Normand, mieux connu sous son nom de plume Jacques Madeleine, né le 16 mai 1859 à Paris et mort le 16 février 1941 à Rochepradière, village de la commune de Châtel-Guyon, ville thermale au Puy-de-Dôme, est un écrivain et poète français, spécialiste de littérature française des XVIe et XVIIe siècles.
Il a adopté le nom de plume Jacques Madeleine pour se distinguer de son homonyme Jacques Normand (1848-1931).

## Biographie
Jacques Madeleine est élève du collège de Meaux avec Georges Moineaux (Courteline).
En 1881, Jacques Madeleine débute avec quelques poèmes et textes dans Paris Moderne (1881-1883), la revue éphémère  dont il a été, à 21 ans, le fondateur et rédacteur en chef, sous la direction de Courteline. C'est dans cette revue qu'il signe de son nom propre un article sur son homonyme Jacques Normand.
Il collabore à divers autres revues : La Vie populaire, La Grande revue, Gil Blas, Le Figaro, L'Écho de Paris, Le Monde poétique,. 
Jacques Madeleine a été sécretaire de Théodore de Banville (1823-1891). Il était en 1885 un des jeunes poètes qui formaient la garde à la veillée du corps de Victor Hugo,.
Jacques Madeleine sera aussi sécretaire et lecteur des Éditions Fasquelle. Dans cette fonction, il rejette en 1912 le manuscrit de Du côté de chez Swann, premier volume d’À la recherche du temps perdu de Marcel Proust. Il publie des comptes-rendus dans la Revue d'histoire littéraire de la France et il devient éditeur scientifique d'une série de textes de Tristan L'Hermite, dit Tristan, le poète qu'il avait en 1884 pastiché dans son Livret de vers anciens. 
Déménagé de Montmartre à Veneux-les-Sablons, il y écrit quelques poésies sur la forêt de Fontainebleau : À l'orée (1899), puis il est co-auteur de l'Hommage à C. Colinet, sylvain de la forêt. Fontainebleau. Souvenir Colinet (collectif, à l'occasion de l'inauguration du souvenir Colinet, 27 mai 1900), et en 1900 il publie Quelques poètes français des XVIe et XVIIe siècles à Fontainebleau, dans lequel il traite de 32 poètes - y compris Tristan - qui ont chanté Fontainebleau, sa forêt et son château. Plus tard, il y ajoutera un texte sur Denys Feret, advocat à Moret près Fontainebleau.
Jacques Madeleine est mort en 1941 à 81 ans à Rochepradière, Puy-de-Dôme. Un cénotaphe lui a été érigé au cimetière du Montparnasse.

## Œuvres
- 1882 : La richesse de la muse, Vanier, Paris.
- 1884 : L'Idylle éternelle, Ollendorff, Paris[lire en ligne].
- 1884 : Livret de vers anciens (Pastiche de Tristan L'Hermite) [lire en ligne]
- 1887 : Pierrot divin [lire en ligne]
- 1887 : La Charité impossible, nouvelle dans le recueil Le Nouveau Décaméron, 10e journée [lire en ligne]
- 1890 : La petite porte feuillue
- 1891 : Le conte de la rose
- 1892 : Brunettes ou petits airs tendres
- 1897 : Sésame
- 1899 : Le Sourire d'Hellas, [lire en ligne]
- 1900 : Un jour tout de rêve
- 1900 : Quelques poètes français des XVIe et XVIIe siècles à Fontainebleau [lire en ligne]

Éditeur scientifique : 
- Tristan : Les plaintes d'Acante et autres œuvres (1909) [lire en ligne]
- Tristan : La Mariane (1917) [lire en ligne]
- Tristan : La mort de Seneque (1919) [lire en ligne]
- Tristan : Le parasite (1934)
- Tristan : La folie du sage(1936) [lire en ligne]

## Honneurs
Veneux-les-Sablons honore Jacques Madeleine par un monument sur la place de la Marie et en donnant son nom à l’Allée du poète Jacques Madeleine, la rue où le poète a vécu, à la lisière de la forêt de Fontainebleau.